# ملعب المئوية الأولمبي
يقع ملعب المئوية الأولمبي في مدينة أتلانتا الأمريكية، أقيمت عليه دورة ألعاب الأولمبياد الصيفية 1996. وتبلغ سعته 85 ألف مشجع. وبعد هذا العام تغير الملعب إلى ملعب كرة قدم أمريكية وقلست سعته إلى 49 ألف مقعد.